# Bogács
Bogács fürdőhelyéről ismert község Borsod-Abaúj-Zemplén vármegyében, a Mezőkövesdi járásban.

## Fekvése
A vármegye déli részén, Miskolctól 30 kilométerre délnyugatra, Egertől 18 kilométerre keletre, Mezőkövesdtől 11 km-re északra található.

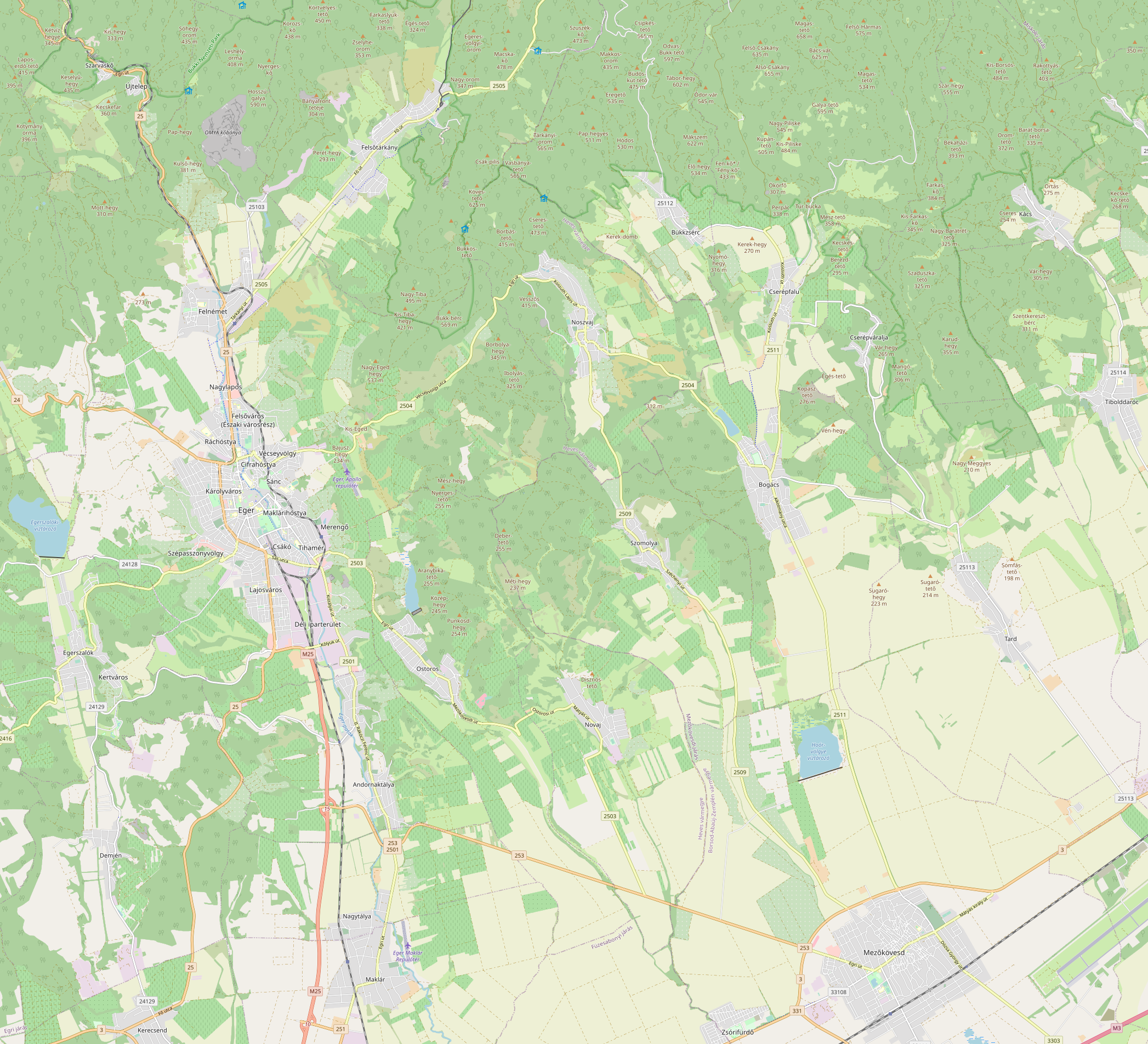
A község Eger környékének térképén

A közvetlenül határos települések: észak felől Cserépfalu, északkelet felől Cserépváralja, délkelet felől Tard, dél felől Mezőkövesd, délnyugat felől Szomolya, északnyugat felől pedig Noszvaj.

### Megközelítése
Közúton négy irányból érhető el: Eger-Noszvaj felől a 2504-es, Mezőkövesd és Cserépfalu felől egyaránt a 2511-es úton, Tard felől pedig egy számozatlan önkormányzati úton.
Az ország távolabbi részei felől a legegyszerűbben az M3-as autópálya, illetve a 3-as főút felől közelíthető meg, mezőkövesdi letéréssel.
Tömegközlekedéssel: Budapestről, Miskolcról Mezőkövesdig vonattal, onnan autóbusszal; Egerből szintén gyakran induló autóbuszjáratokkal közelíthető meg a település.

## Nevének eredete
Nevét az ószláv bogatu (gazdag) szóból eredeztetik.  

## Története
A terület az őskor óta lakott, a 19. században újkőkori kőszerszámokat találtak itt. A települést 1248-ban említik először, Bogachi néven. A lakosság főként szőlőtermesztéssel foglalkozott. 1323-ban az egri káptalanhoz került. A török időkben elpusztult, és csak a 18. században népesült be újra. A II. világháború idején, 1944-ben kisebb harcok folytak a környéken.
Az 1950-es években a térségben olajat kerestek, amit nem találtak, de a próbafúrások során termálvíz tört fel. A község termálfürdőjében 1959-ben épült az első medence, 1973-ban három újabb. A létesítmény 2000-től már hat medencével várja az idelátogatókat. 2011–2012-ben jelentős átalakításokon ment keresztül a fürdő, amelyek leginkább a medencék felújítását érintették, így ma már a modern kor követelményeinek megfelelő környezet fogadja a Bogácsra látogatókat.

## Közélete

### Polgármesterei
- 1990–1994: Szajlai Sándor (független)[4]
- 1994–1998: Szajlai Sándor (független)[5]
- 1998–2002: Szajlai Sándor (független)[6]
- 2002–2004: Köteles Antal Csaba (Vállalkozók Baráti Egyesület)[7]
- 2004–2006: Verhóczki Sándor (független)[8]
- 2006–2010: Verhóczki Sándor (független)[9]
- 2010–2014: Csendesné Farkas Edit (Fidesz-KDNP)[10]
- 2014–2019: Csendesné Farkas Edit (Fidesz-KDNP)[11]
- 2019–2024: Csendesné Farkas Edit (Fidesz-KDNP)[12]
- 2024– : Csendesné Farkas Edit (Fidesz-KDNP)[1]

A településen 2004. augusztus 22-én időközi polgármester-választást (és képviselő-testületi választást) tartottak, az előző képviselő-testület önfeloszlatása miatt. A választáson az addigi faluvezető is elindult, de 32,51 %-os eredményével, négy jelölt közül csak a második helyet érte el.

## Népesség
A település népességének változása:
| Lakosok száma | 1982 | 2006 | 1960 | 1864 | 1963 | 1886 | 1941 |
|               | 2013 | 2014 | 2015 | 2021 | 2022 | 2023 | 2024 |

2001-ben a településen a lakosságnak 72%-át magyar, 28%-át roma származású emberek alkották.
A 2011-es népszámlálás során a lakosok 90,3%-a magyarnak, 0,2% bolgárnak, 19,2% cigánynak, 1,1% németnek mondta magát (9,7% nem nyilatkozott; a kettős identitások miatt a végösszeg nagyobb lehet 100%-nál). A vallási megoszlás a következő volt: római katolikus 70,1%, református 6,4%, evangélikus 0,4%, görögkatolikus 0,3%, felekezeten kívüli 6,2% (15,8% nem válaszolt).
2022-ben a lakosság 92,1%-a vallotta magát magyarnak, 17,9% cigánynak, 1% németnek, 0,3% lengyelnek, 0,2% bolgárnak, 0,1-0,1% ruszinnak, szlováknak és szerbnek, 1,8% egyéb, nem hazai nemzetiségűnek (7,2% nem nyilatkozott; a kettős identitások miatt a végösszeg nagyobb lehet 100%-nál). Vallásuk szerint 38,1% volt római katolikus, 7,2% református, 0,3% görög katolikus, 1% egyéb keresztény, 0,4% evangélikus, 23,1% felekezeten kívüli (29,3% nem válaszolt).

## Oktatás
- Bükkalja Általános Iskola
- Bükkalja Napköziotthonos Óvoda

## A falu híres szülöttei, elszármazottai
- Trajmár Sándor fizikus, jelenleg az Amerikai Egyesült Államokban él.
- Hajdu Imre író, újságíró, Bogács történetének megírója, emellett számos Bogáccsal kapcsolatos kiadvány szerzője.
- Mohás Lívia író, pszichológus.
- Mohás Éva színésznő, szintén az Egyesült Államokban él.
- Szeberin Rudolf megyei iskolai szakfelügyelő.
- Hegyi Imre író, politikus, országgyűlési képviselő, a Hazafias Népfront Borsod-Abaúj-Zemplén megyei elnöke.
- Vig Rudolf karnagy, népzenekutató, Kodály Zoltán legkedvesebb tanítványa, a Bogácsi Pávakör megalapítója.
- Kozma János bányászmérnök (jelenleg Svédországban él).

## Kultúra

### Mazsorett csoport
A bogácsi általános iskola tanulóiból alakult 2001-ben a Bogácsi Mazsorett Csoport, ami egyre több alkalommal lép fel helyi rendezvényeken, de más településeken és határainkon túl is. Évi 15-20 felkérésnek tesznek eleget.

### Szőlőtermesztés és bortermelés
A faluban régóta termesztenek szőlőt és bort, ezért szerepel egy szőlőfürt és a szőlő művelésére utaló több eszköz a község címerében is. 1992 óta minden nyáron borversenyt tartanak Bükkvinfest néven. 1994 óta a borászathoz kapcsolódó több napos kulturális és szórakoztató programokat tartanak. 1996-ban a fesztivál idején ünnepélyes keretek között megalakult a Szent Márton Borlovagrend. 2012-ben jubileumi, XX. Bükkvinfestet tartották.
Írásos említések szerint Bogácson a 18. század óta foglalkoznak aktívan szőlő- és bortermeléssel. A település a Bükkaljai Borvidék központjához tartozik, jellegzetes szőlőfajtája az olaszrizling. A vidék domborzati és éghajlati viszonyai leginkább a fehér szőlőfajták termesztésére alkalmasak, amelyekből az utóbbi évtizedekben nagyobb mennyiségű bort állítanak elő.
A községbe látogató vendégek a helyi borokkal a Cserépi úti pincesoron ismerkedhetnek meg.

### Szent Márton Borlovagrend
Az 1996-ban alapított borlovagrend elnevezése a templom védőszentjére utal, akinek névnapján, november 11-én tartják a községi búcsút, és ekkor kóstolják és áldják meg az új bort. A Borlovagrend tagjai bordó színű egyenruhát viselnek. Az országban több helyen, valamint Ausztriában és Németországban is terjesztik a tájegység jó hírnevét, így bővítve a nemzetközi kapcsolatokat.
A borrend céljának tekinti a Bükkaljai tájegységen termelt borok megismertetését a fogyasztókkal, a borvidék értékeinek népszerűsítését, a szőlőtermesztés és borászat szokásainak fenntartását, gondozását, fejlesztését, a Bükkaljai Borfesztivál támogatását.

### Egyéb civil szervezetek
- Polgárőr Egyesület Bogács
- Bogácsi Iskolás Gyermekekért Közalapítvány
- Bogács Községért Közalapítvány

## Látnivalók

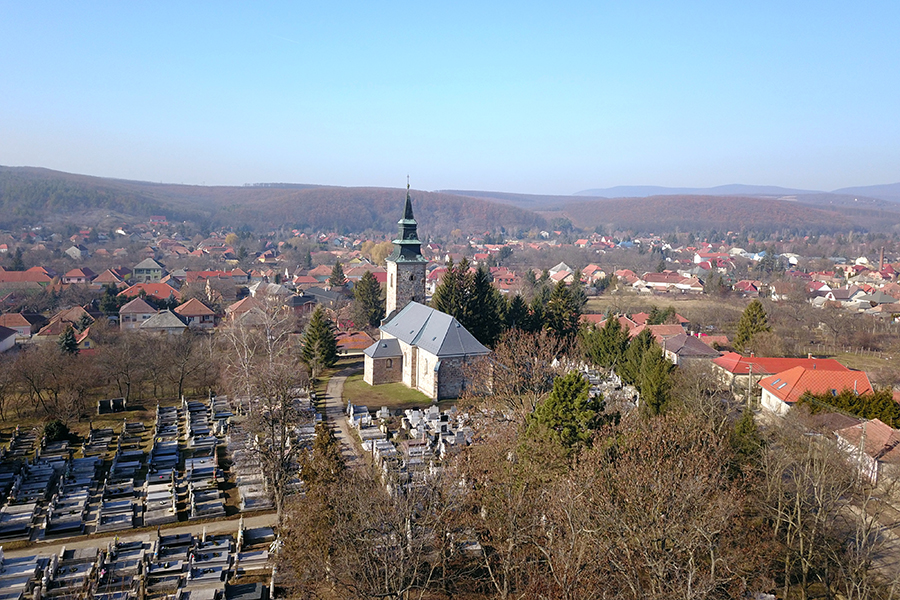
Bogács, Szent Márton templom légi fotón

- Szent Márton-templom, műemlék
- Termálfürdő
- Színészliget
- Kaptárkövek
- Cserépi úti pincesor
- Horgásztó
- Kilátó
- Tájház
- Magyar teatristák keresztje

## Sportélet
- Bogácsi Sportkör Lábtenisz Szakosztály
- Községi Sportkör Bogács
- Bogácsi Lövészklub
- Bogácsi Téli Sport és Kulturális Egyesület

## Képgaléria

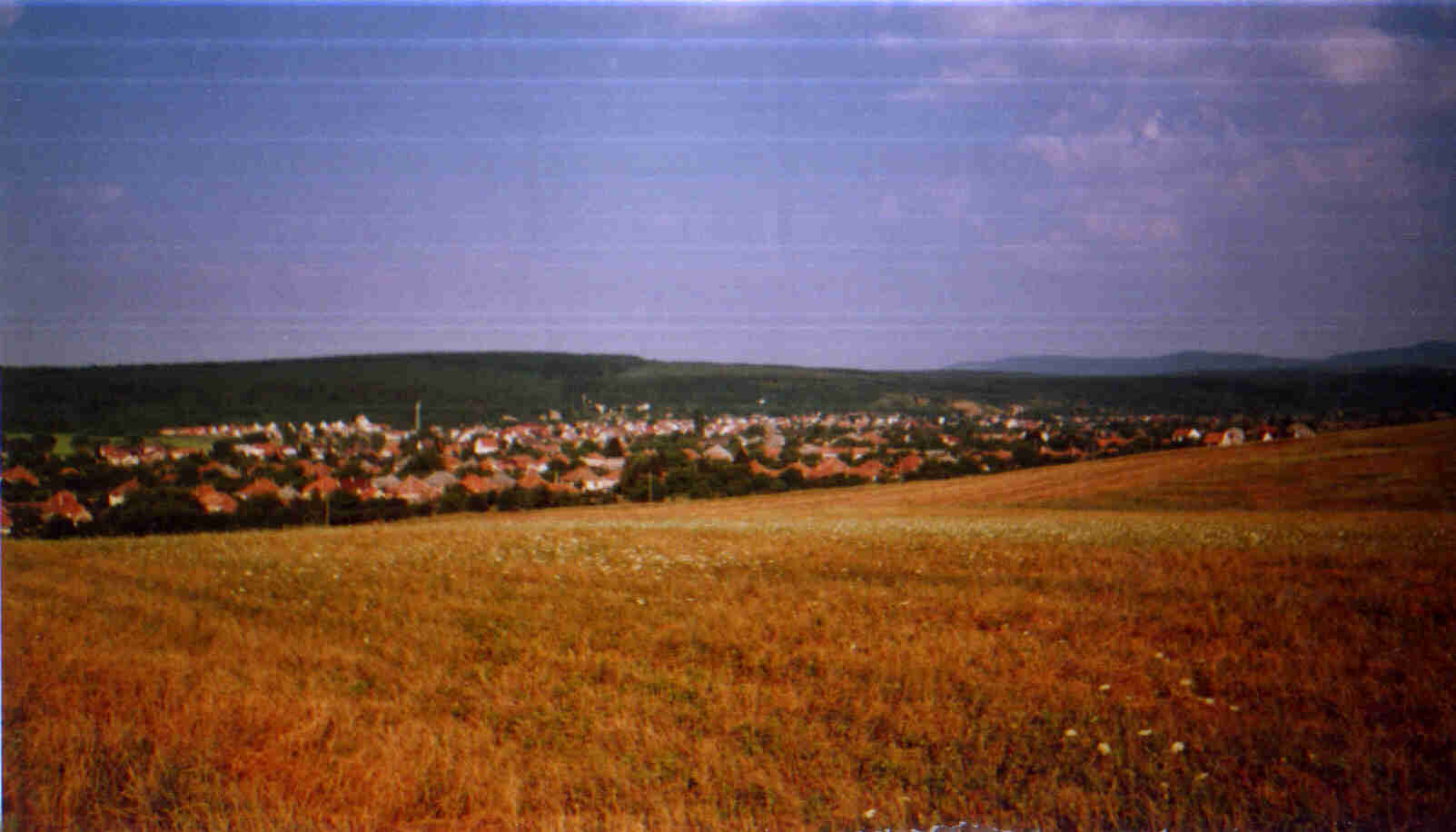
Látkép
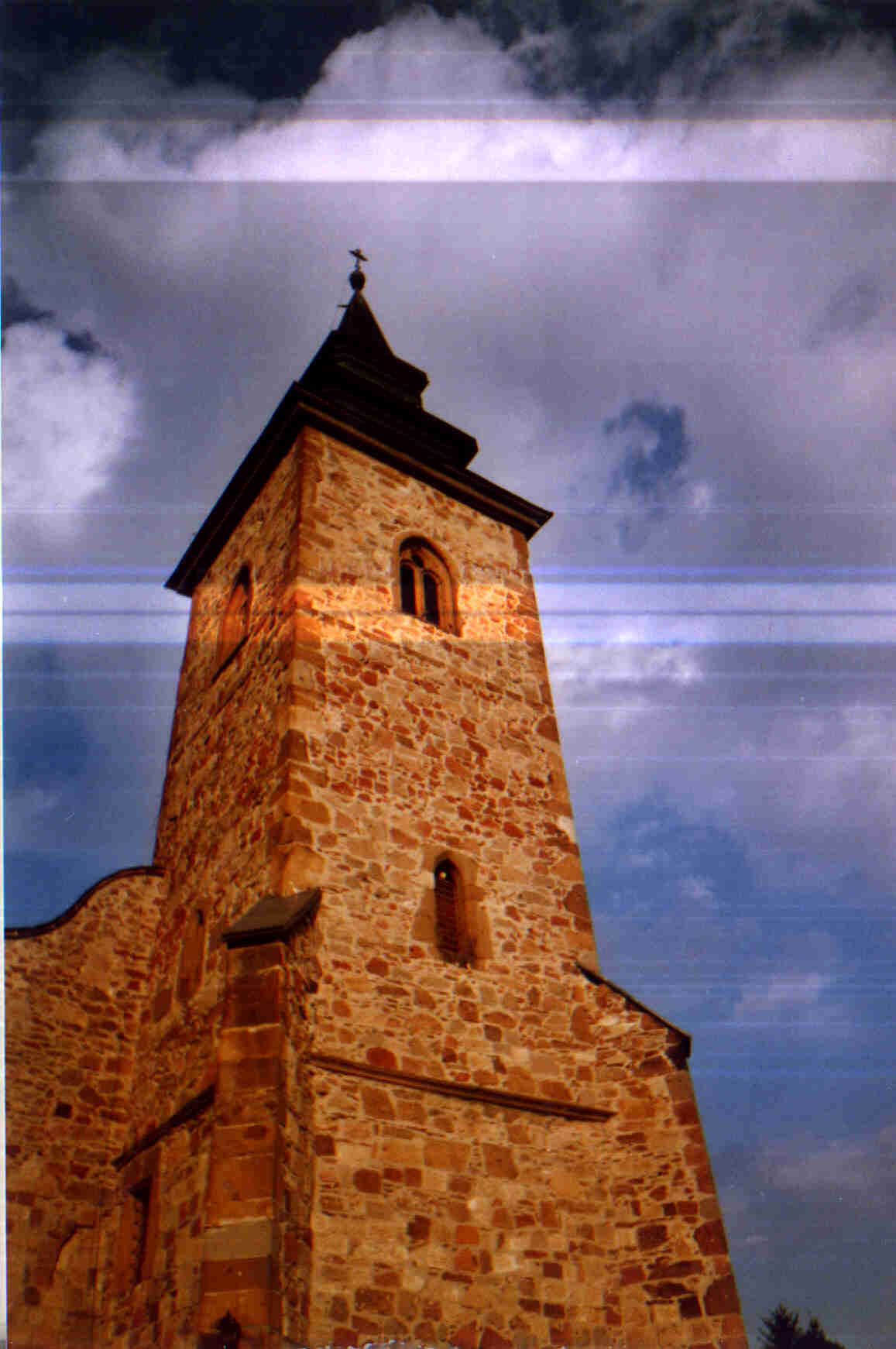
Római katolikus templom tornya
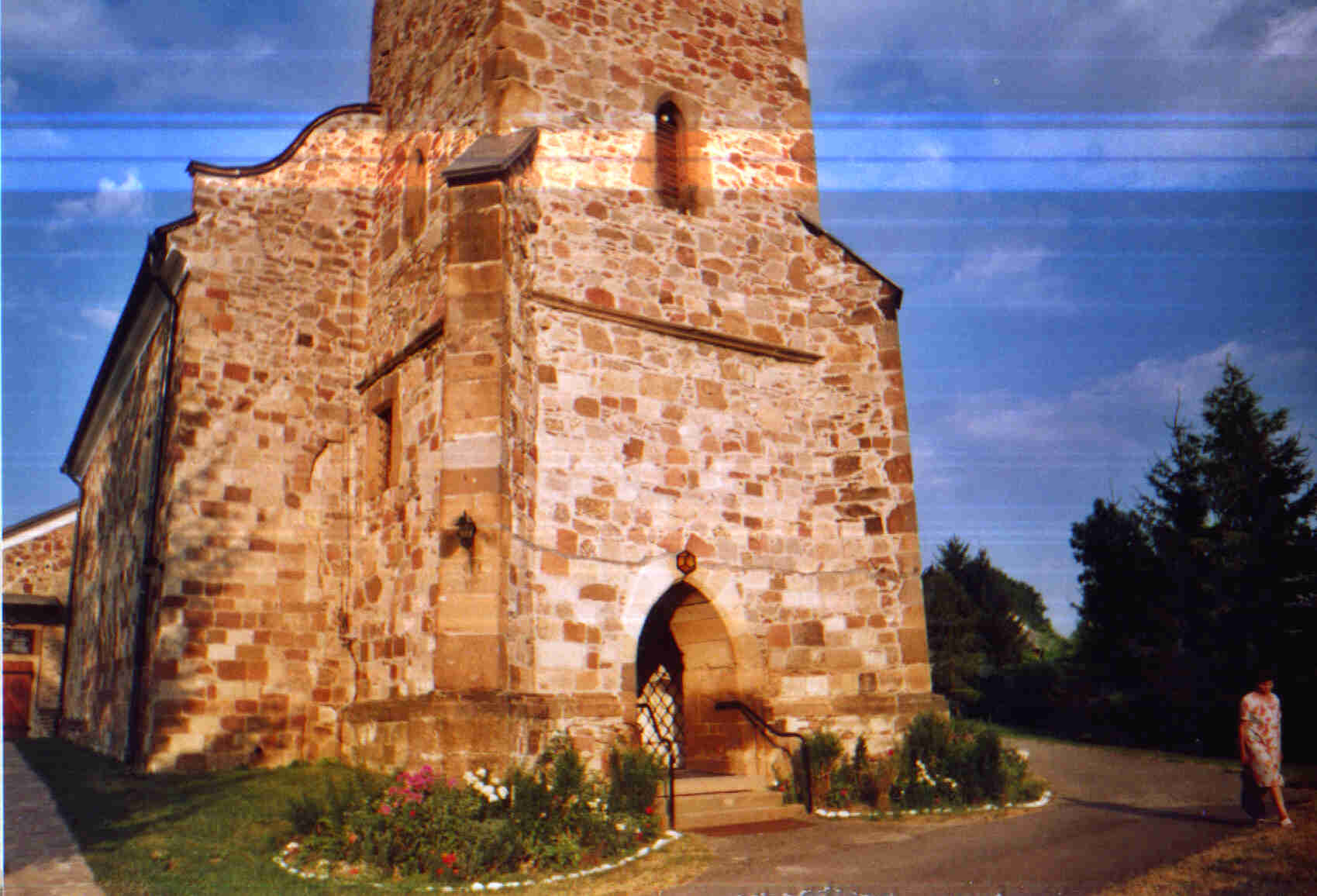
Római katolikus templom kapuja
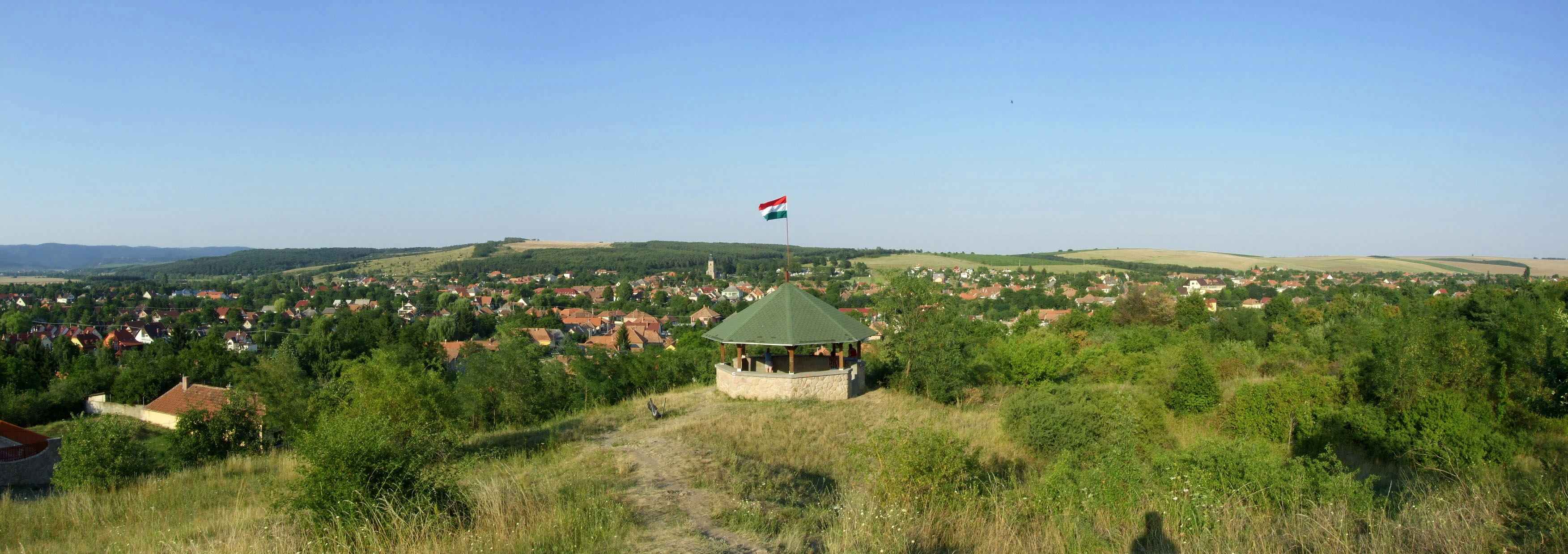
Kilátó
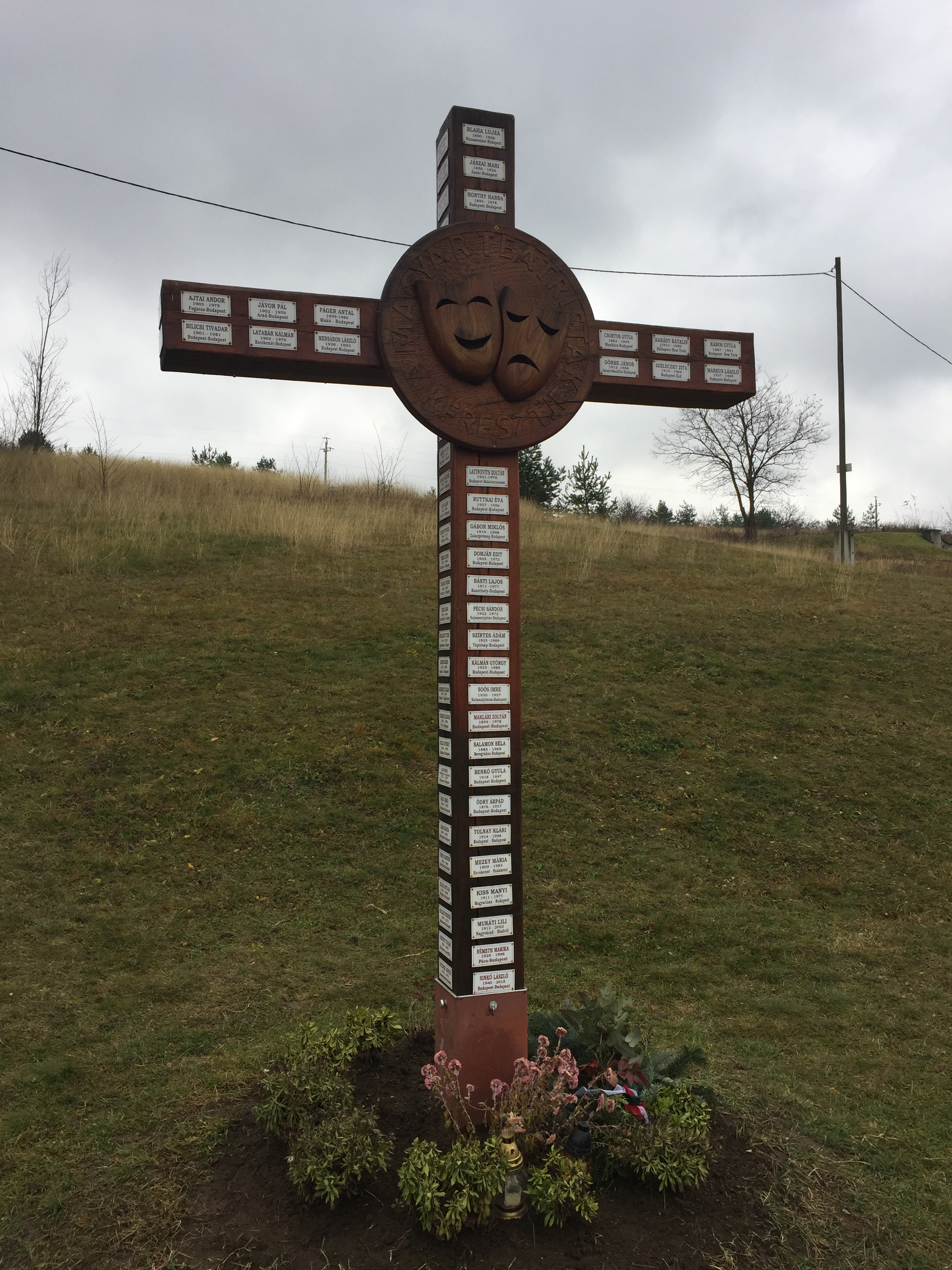
Magyar teatristák keresztje